# Лерга
Лерга (ісп. Lerga) — муніципалітет в Іспанії, у складі автономної спільноти Наварра. Населення — 84 особи (2009).
Муніципалітет розташований на відстані близько 300 км на північний схід від Мадрида, 30 км на південний схід від Памплони.

## Демографія
Динаміка населення (INE ):